# Coosa County
Coosa County är ett county i den amerikanska delstaten Alabama. 2012 uppskattades countyt ha 10 966 invånare. Den administrativa huvudorten (county seat) är Rockford.

## Geografi
2013 hade countyt en total area på 1 725,84 km². 1 685,89 km² av arean var land och 39,95 km² var vatten.

### Angränsande countyn
- Talladega County, Alabama - nord
- Clay County, Alabama - nordöst
- Tallapoosa County, Alabama - öst
- Elmore County, Alabama - syd
- Chilton County, Alabama - väst
- Shelby County, Alabama - nordväst